# セビメリン
セビメリン（英:cevimeline）はアセチルコリン類似化合物の一つ。唾液腺に分布するムスカリン性アセチルコリン受容体に作用して、唾液分泌を促進する。

主に口渇が症状として現れる疾患に、対症療法として用いられる。

## 概要
雪印乳業と日本化薬が共同で開発し、2001年に販売が開始された。開発初期は「AF102B」と名づけられ、アルツハイマー病の治療薬としての効果が期待され、開発が進められた。その後、唾液分泌の持続的な促進作用が見つけられ、名称も「SNI-2011」と変えて研究が進められている。
シェーグレン症候群や口腔乾燥症に対症療法を目的に用いられる。

大まかな作用機序は、唾液腺にあるアセチルコリン受容体の一種であるムスカリン受容体(M3受容体)を選択的に刺激することで、持続的に唾液分泌を促進させる。副作用として、吐き気や腹痛などの消化器系症状が主にある。飲み合わせとしては抗コリン作用を持つ薬剤との併用で効果が薄れてしまう。

## 作用機序
キヌクリジン環を基本構造とする、新規な誘導体であるセビメリンは、動物においては主に脳のM1受容体と唾液腺のM3受容体に作用する。このとき、ムスカリン受容体には直接作用するため、分類は副交感神経刺激薬（コリン作動薬）となる。細胞情報伝達系のイノシトールリン脂質代謝回転を濃度依存的に促進し、唾液分泌を含むムスカリン受容体の作用を増強することで薬剤としての効果を発現する。

### 薬物動態
セビメリンは、日本においてはカプセル剤として経口投与でのみ使用できる。経口投与されると速やかに吸収されて、1.5時間ほどで最高血中濃度（以降、Cmax）に達する。シェーグレン症候群の患者の場合、Cmax及びAUC0～∞（血中で完全に消失する時間）が健康な成人に比べて少々延長される。なお男性と女性では、半減期は女性の方が長くなる。

その後は肝臓でシトクロムP450の分子種CYP2D6及びCYP3A4によって、主にトランススルホキシド体とシススルホキシド体に代謝される。代謝されなかった未変化体も含めた代謝物は腎臓で濾されて尿中に排泄される。

## 適応
セビメリンには、以下の適応がある。
- シェーグレン症候群及び口腔乾燥症患者の口腔乾燥症状の改善

## 禁忌
セビメリンの禁忌には以下のようなものがある。

### 絶対禁忌
セビメリンの使用によって、下記の症状が悪化する恐れが考えられる。
- てんかん
- 虹彩炎
- 消化管及び膀胱頸部の閉塞
- 重篤な虚血性心疾患（心筋梗塞、狭心症など）
- パーキンソニズム、またはパーキンソン病
- 気管支喘息及び慢性閉塞性肺疾患

### 慎重投与
- 消化器（消化性潰瘍、膵炎、過敏性腸症候群、胆のう障害・胆石、肝障害、唾液腺腫脹・唾液腺の疼痛）
- 呼吸器（間質性肺炎）
- 泌尿器（尿路結石・腎結石、腎障害、前立腺肥大）
- その他（甲状腺機能亢進症、全身性進行性硬化症）

### 高齢者への投与
高齢者の場合、一般に腎臓・肝臓の機能が低下していることが多い。セビメリンに限らず、血中濃度が高いまま持続してしまう恐れがあるため、医師による管理が必要とされる。

### 小児への投与
小児への投与は、これまで使用経験がないため安全性が確立されていない。

### 妊婦、産婦、授乳婦等への投与
ラットを使用した動物実験において、出生児の体重減少・乳汁への移行が認められた。そのため、以下のような対応が医師または患者に求められる。
- 妊婦又は妊娠している可能性のある婦人には、治療上の有益性が、危険性を上回ると判断される場合にのみ投与すること。
- 授乳中の婦人には投与中は授乳を避けさせること。

胎児に対する明確なリスクがあると考えられるが、これはあくまでもリスクであり、絶対禁忌「ではない」。なのでリスクとメリットを見比べての選択となる。

## 副作用
セビメリンの副作用は、ムスカリン受容体の作用亢進におけるものと、ほぼ同じものが現れる。特に消化器系での副作用が多い。

副作用として、特に頻繁に遭遇するものは以下の通りである。
- 吐き気
- 腹痛
- 下痢
- 多汗
- 嘔吐
- 悪心

### 重大な副作用
頻度不明や、上記の副作用群よりも頻度が少ないが、まれに日常生活に支障をきたす副作用が現れることがある。
- 精神神経系（めまい、振戦、不眠、うつ病、傾眠）
- 感覚器（霧視）
- 消化器（食欲不振、消化不良、鼓腸放屁、便秘、唾液腺痛、唾液腺腫大）
- 循環器（脈拍不整、高血圧、頻脈、心悸亢進、心電図異常）
- 呼吸器（呼吸困難、肺浸潤）
- 血液（赤血球減少、ヘモグロビン減少、ヘマトクリット値低下、白血球減少）
- 皮膚（発疹、そう痒）
- 泌尿器（頻尿）
- 肝臓（LAP上昇、LDH上昇、総ビリルビン上昇、肝機能異常）
- 腎臓（尿蛋白陽性、BUN上昇）
- その他（頭痛、味覚異常、総コレステロール上昇、悪寒、筋肉痛など）

### 相互作用
セビメリンを他の薬剤と併用投与する場合、薬理学的な相互作用の可能性に注意を払わなければならない。とりわけコリン作動薬やコリンエステラーゼ阻害剤との併用は、相互の効果が増強されるため、大変危険である。
- コリン作動薬・コリンエステラーゼ阻害剤・アセチルコリン放出促進作用を有する薬は、相互に作用を増強し合い、副作用の発現率が高くなる恐れがある。
- 抗コリン作動薬や抗コリン作用を有する薬は、セビメリンと拮抗的に作用するためセビメリンの効果が減弱される。

## 処方例
以下の疾患による口腔乾燥症状の改善に用いられる。もし歯周病などの口腔内での症状が進行している場合は、そちらを優先することもありうる。
- 口腔乾燥症 - 30mgを1日3回、食後に経口投与。
- シェーグレン症候群 - 30mgを1日3回、食後に経口投与。

### 剤形
カプセル - 30mg